# Stora Sundskär, Kimitoön
Stora Sundskär är en ö i Finland. Den ligger i Skärgårdshavet och i kommunen Kimitoön i den ekonomiska regionen  Åboland i landskapet Egentliga Finland, i den sydvästra delen av landet. Ön ligger omkring 61 kilometer söder om Åbo och omkring 120 kilometer väster om Helsingfors.
Öns area är 4,1 hektar och dess största längd är 380 meter i öst-västlig riktning. Ön höjer sig omkring 15 meter över havsytan.